# Box of Tricks
Box of Tricks es una caja recopilatoria de la banda británica Queen, lanzado en mayo de 1992 a través de Parlophone Records.

## Contenido
La caja recopilatoria de edición limitada fue distribuida a través del International Queen Fan Club sólo por correspondencia. La caja recopilatoria contiene:
- The 12" Collection
- Live at the Rainbow '74
- Posters de portadas de álbumes y sencillos
- Un parche para cocer en ropa de Queen
- Un alfiler metálico de Queen
- Un álbum de fotos de tapa blanda de 32 páginas
- Una camiseta de Queen

## The 12" Collection(CD)
The 12" Collection es un álbum compilatorio de la banda de rock británica Queen. Fue publicado en mayo de 1992 a través de Parlophone Records. Contiene varios sencillos de doce pulgadas y remixes. "Bohemian Rhapsody" nunca fue lanzado en un sencillo de doce pulgada, pero las notas del álbum señalan que fue incluido debido a su duración.
"The Show Must Go On" si apareció en un sencillo de doce pulgada, pero no como una versión extendida. Las notas del álbum no menciona por qué fue incluida.

### Lista de canciones
1. "Bohemian Rhapsody" (Mercury) – 5:56
2. "Radio Ga Ga" (Taylor) – 6:52
3. "Machines (or 'Back to Humans')" (May / Taylor) – 5:08
4. "I Want to Break Free" (Deacon) – 7:19
5. "It's a Hard Life" (Mercury) – 5:05
6. "Hammer to Fall" (May) – 5:23
7. "Man on the Prowl" (Mercury) – 6:04
8. "A Kind of Magic" (Taylor) – 6:25
9. "Pain Is So Close to Pleasure" (Mercury / Deacon) – 6:01
10. "Breakthru" (Mercury / Taylor) – 5:44
11. "The Invisible Man" (Taylor) – 5:29
12. "The Show Must Go On" (May) – 4:32

### Créditos
- Freddie Mercury – voz principal y coros, piano, teclado, sintetizador, sampler
- Brian May – guitarra eléctrica, coros, teclado, programación, sintetizador
- Roger Taylor – batería, coros, sintetizador, teclado, batería electrónica, vocoder
- John Deacon – bajo eléctrico, sintetizador, guitarra acoustica, guitarra rítmica, sampler

## Live at the Rainbow(VHS)
Live at the Rainbow es un álbum en vivo de la banda británica Queen. Fue publicado en mayo de 1992 a través de Parlophone Records. Contiene una versión editada de la presentación  en el Rainbow Theatre en Londres el 20 de noviembre de 1974.

### Lista de canciones
1. "Procession" (May)
2. "Now I'm Here" (May)
3. "Ogre Battle" (Mercury)
4. "White Queen (As It Began)" (May)
5. "In the Lap of the Gods" (Mercury)
6. "Killer Queen" (Mercury)
7. "The March of the Black Queen" (Mercury)
8. "Bring Back That Leroy Brown" (Mercury)
9. "Father to Son" (May)
10. "Keep Yourself Alive" (May)
11. "Liar" (Mercury)
12. "Son and Daughter" (May)
13. "Stone Cold Crazy" (Queen)
14. "In the Lap of the Gods... Revisited" (Mercury)
15. "Jailhouse Rock" (Leiber / Stoller)

### Créditos
- Freddie Mercury – voz principal, piano
- Brian May – guitarra, coros, ukelele en "Bring Back That Leroy Brown"
- Roger Taylor – batería, percusión, coros
- John Deacon – bajo eléctrico, coros, triángulo en "Killer Queen"